# Robert Armstrong (actor)
Robert Armstrong (Saginaw, 20 de noviembre de 1890 - Santa Mónica, 20 de abril de 1973) fue un actor estadounidense conocido por su papel como Carl Denham en King Kong en 1933. Él fue quien pronunció la famosa frase «Fue la bella quien mató a la bestia» al final de esa película. Meses después, volvió a interpretar a Carl Denham en la secuela de King Kong, El hijo de Kong, estrenada ese mismo año. Murió de cáncer en 1973.

## Biografía

### Primeros años

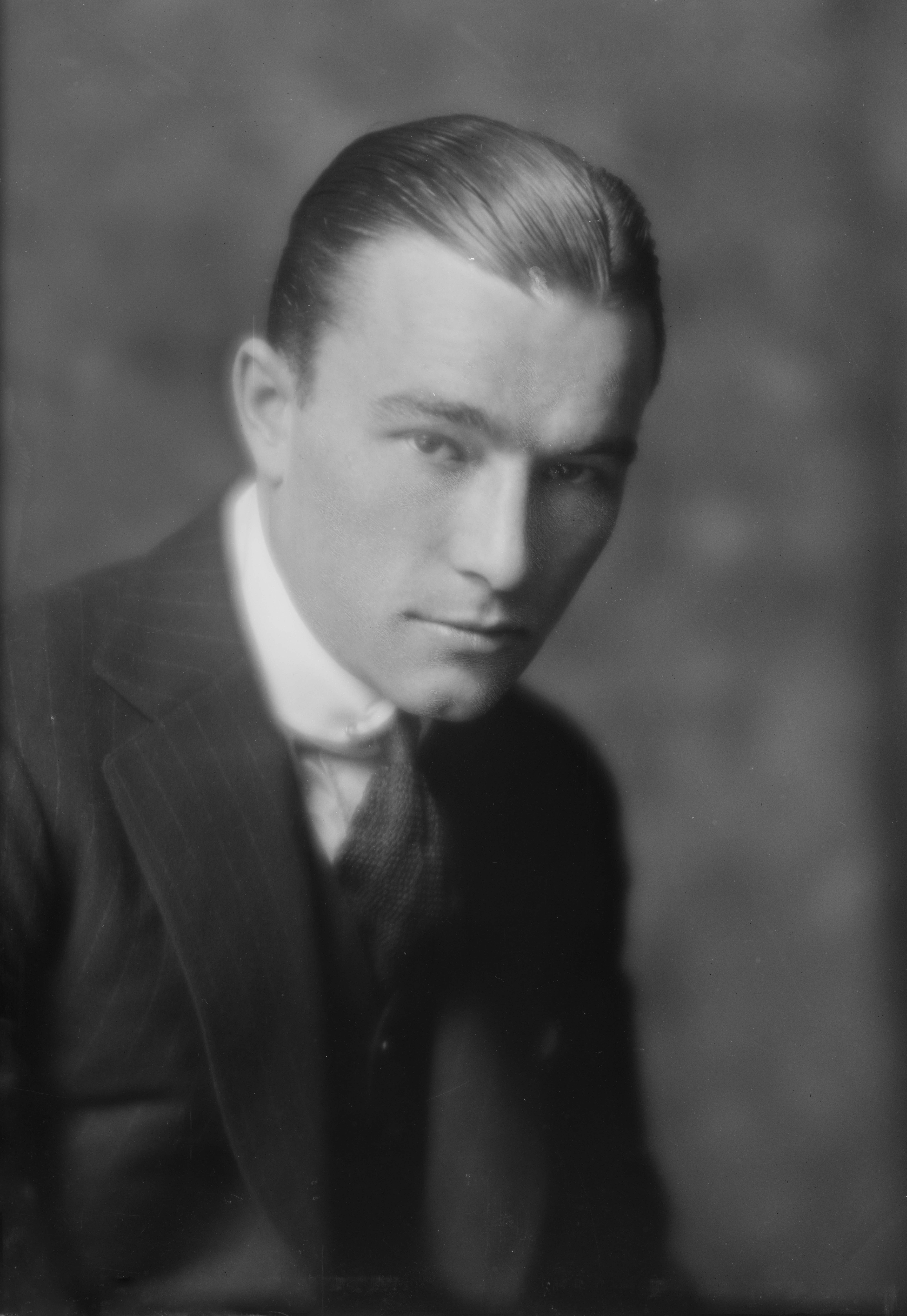
Armstrong en 1915

Nacido como Robert William Armstrong en Saginaw, Míchigan, vivió en la ciudad de Bay City, Míchigan hasta alrededor del año 1902 y se mudó a Seattle, Washington. Asistió a la Universidad de Washington, donde estudió derecho, y se convirtió en miembro de la Fraternidad Internacional Delta Tau Delta. Armstrong renunció a sus estudios para administrar las compañías de turismo de su tío.

### Carrera
En su tiempo libre, Armstrong escribió obras de teatro, lo que finalmente lo llevó a aparecer en una de ellas cuando fue llevada a los escenarios. Armstrong sirvió en el ejército de los Estados Unidos en la Primera Guerra Mundial, y al volver a casa después de la guerra, descubrió que su tío había muerto mientras él estaba fuera. En 1926, fue a Londres y actuó durante una temporada en los escenarios británicos.
La carrera en la pantalla grande de Armstrong comenzó en 1927 cuando apareció en el drama silencioso de Pathé The Main Event. Apareció en 127 películas entre 1927 y 1964; muy prolífico a finales de la década de 1920 y principios de la de 1930, hizo nueve películas solo en 1928. Es más conocido por su papel como director Carl Denham en King Kong. Meses más tarde, interpretó nuevamente a Carl Denham en la secuela El hijo de Kong, estrenada ese mismo año. Se parecía al productor y aventurero de King Kong Merian C. Cooper, y Cooper lo utilizó en varias películas como una versión de sí mismo. El juego más peligroso se rodó por la noche en los mismos decorados selváticos de King Kong, que se rodaba durante el día, con Armstrong y Fay Wray protagonizando simultáneamente ambas películas. En 1937, Armstrong protagonizó With Words and Music (conocida también como The Girl Said No), distribuida por Grand National Films Inc. También trabajó durante los años treinta y cuarenta para muchos estudios de cine. Antes de la Segunda Guerra Mundial, en 1940, Universal Pictures lanzó Enemy Agent, sobre la lucha contra un anillo de espías nazi. En la película, Armstrong coprotagonizó con Helen Vinson, Richard Cromwell y Jack La Rue. En 1942, fue reagrupado con Cromwell en Baby Face Morgan, una notable serie B para PRC (Producers Releasing Corporation). Más tarde en esa década, Armstrong interpretó a otro personaje principal de Carl Denham como "Max O'Hara" en Mighty Joe Young de 1949, otra historia de gorila gigante animado por stop-motion hecha por el mismo equipo del King Kong de Merian C. Cooper y Ernest B. Schoedsack.
En la década de 1950, apareció como el sheriff Andy Anderson el Rod Cameron 's sindicado occidental con temas de series de televisión, policía del estado. Armstrong hizo cuatro apariciones especiales en la serie Perry Mason durante sus nueve años de emisión en CBS: en 1961 interpretó al personaje del título y víctima de asesinato capitán Bancroft en "The Case of the Malicious Mariner"; en 1962 interpretó al acusado Jimmy West en "The Case of the Playboy Pugilist"; y en 1964 interpretó al asesino Phil Jenks en "El caso del contador abordado".

### Matrimonio
- Peggy Allenby (agosto de 1920-17 de abril de 1925 divorciada)
- Ethel Virah Smith (12 de junio de 1926-27 de julio de 1931 divorciada)
- Gladys Dubois (10 de enero de 1936-31 de diciembre de 1939, divorciada)
- Claire Louise Frisbie (1 de enero de 1940-20 de abril de 1973, hasta su muerte)

### Muerte
Armstrong murió de cáncer en Santa Mónica, California. Él y el director de King Kong, Merian C. Cooper, murieron con una diferencia de dieciséis horas.

## Filmografía

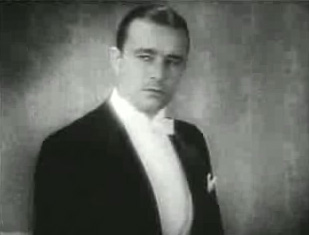
Robert Armstrong en la película The Racketeer

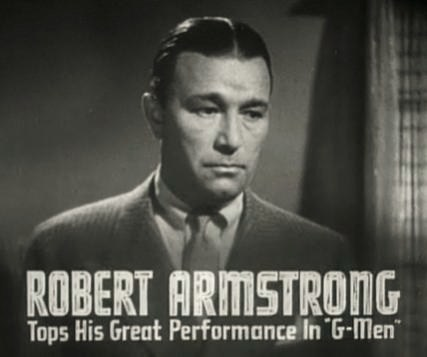
Robert Armstrong en la película Public Enemy's Wife

| Año  | Título                          | Personaje                                                  |
| ---- | ------------------------------- | ---------------------------------------------------------- |
| 1927 | The Main Event                  | Red Lucas                                                  |
| 1928 | The Leopard Lady                | Chris                                                      |
| 1928 | A Girl in Every Port            | Bill/Salami                                                |
| 1928 | Square Crooks                   | Eddie Ellison                                              |
| 1928 | The Cop                         | Scarface Marcas                                            |
| 1928 | The Baby Cyclone                | Gene                                                       |
| 1928 | Celebrity                       | Kid Reagen                                                 |
| 1928 | Show Folks                      | Owens                                                      |
| 1928 | Ned McCobb's Daughter           | Babe Callahan                                              |
| 1928 | The Shady Lady                  | Blake                                                      |
| 1929 | The Leatherneck                 | Joseph Hanlon                                              |
| 1929 | The Woman from Hell             | Alf                                                        |
| 1929 | Big News                        | Steve Banks                                                |
| 1929 | Oh, Yeah?                       | Dude Cowan                                                 |
| 1929 | The Racketeer                   | Mahlon Keane                                               |
| 1930 | Be Yourself!                    | Jerry Moore                                                |
| 1930 | Dumbbells in Ermine             | Jerry Malone                                               |
| 1930 | Danger Lights                   | Larry Doyle                                                |
| 1930 | Big Money                       | Ace                                                        |
| 1930 | Paid                            | Joe Garson                                                 |
| 1931 | Iron Man                        | George Regan                                               |
| 1931 | Ex-Bad Boy                      | Chester Binney                                             |
| 1931 | The Tip-Off                     | Kayo McClure                                               |
| 1931 | Suicide Fleet                   | Dutch                                                      |
| 1932 | Panama Flo                      | Babe Dillon                                                |
| 1932 | The Lost Squadron               | Woody                                                      |
| 1932 | Radio Patrol                    | Bill Kennedy                                               |
| 1932 | Is My Face Red?                 | Ed Maloney                                                 |
| 1932 | The Most Dangerous Game         | Martin Trowbridge                                          |
| 1932 | Hold 'Em Jail                   | Locutor de radio                                           |
| 1932 | The Penguin Pool Murder         | Barry Costello                                             |
| 1932 | The Billion Dollar Scandal      | Fingers                                                    |
| 1933 | King Kong                       | Carl Denham                                                |
| 1933 | Fast Workers                    | Bucker Reilly                                              |
| 1933 | I Love That Man                 | Driller                                                    |
| 1933 | Blind Adventure                 | Richard Bruce                                              |
| 1933 | Above the Clouds                | Scoop Adams                                                |
| 1933 | El hijo de Kong                 | Carl Denham                                                |
| 1934 | Palooka                         | Pete Palooka                                               |
| 1934 | Search for Beauty               | Larry Williams                                             |
| 1934 | She Made Her Bed                | 'Duku' Gordon                                              |
| 1934 | Manhattan Love Song             | Tom Williams                                               |
| 1934 | The Hell Cat                    | Dan Collins                                                |
| 1934 | Kansas City Princess            | Dynamite 'Dynie' Carson                                    |
| 1934 | Flirting with Danger            | Bob Owens                                                  |
| 1935 | The Mystery Man                 | Larry Doyle                                                |
| 1935 | Gigolette                       | Chuck Ahearn                                               |
| 1935 | Sweet Music                     | 'Dopey' Malone                                             |
| 1935 | G Men                           | Jeffrey Jeff McCord                                        |
| 1935 | Little Big Shot                 | Steve Craig                                                |
| 1935 | Remember Last Night?            | Flannagan                                                  |
| 1936 | Dangerous Waters                | 'Dusty' Johnson                                            |
| 1936 | The Ex-Mrs. Bradford            | Nick Martel                                                |
| 1936 | Public Enemy's Wife             | Gene Ferguson                                              |
| 1936 | All American Chump              | Bill Hogan                                                 |
| 1936 | Without Orders                  | Wad. Madison                                               |
| 1937 | Nobody's Baby                   | Scoops Hanford                                             |
| 1937 | Three Legionnaires              | Sgt. Chuck Connors                                         |
| 1937 | It Can't Last Forever           | Al Tinker                                                  |
| 1937 | The Girl Said No                | Jimmie Allen                                               |
| 1937 | She Loved a Fireman             | Capt. Smokey Shannon                                       |
| 1938 | The Night Hawk                  | Charlie McCormick                                          |
| 1938 | There Goes My Heart             | Detective O'Brien                                          |
| 1939 | The Flying Irishman             | Joe Alden                                                  |
| 1939 | Man of Conquest                 | Jim Bowie                                                  |
| 1939 | Unmarried                       | Pins Streaver                                              |
| 1939 | Winter Carnival                 | Tiger Reynolds                                             |
| 1939 | Flight at Midnight              | Jim Brennan                                                |
| 1939 | The Roaring Twenties            | Hombre con sombrero que pasa por delante del club nocturno |
| 1939 | Call a Messenger                | Kirk Graham                                                |
| 1940 | Framed                          | Skippy                                                     |
| 1940 | Forgotten Girls                 | Grover Mullins                                             |
| 1940 | Enemy Agent                     | Gordon                                                     |
| 1940 | Service with the Colors         | Sgt. Clicker                                               |
| 1940 | The Bride Wore Crutches         | Pete                                                       |
| 1940 | Behind the News                 | Vic Archer                                                 |
| 1940 | The San Francisco Docks         | Padre Cameron                                              |
| 1941 | Mr. Dynamite                    | Paul                                                       |
| 1941 | Sky Raiders                     | Teniente Ed Carey                                          |
| 1941 | Citadel of Crime                | Cal Fullerton                                              |
| 1941 | Dive Bomber                     | Art Lyons                                                  |
| 1942 | Gang Busters                    | Tim Nolan                                                  |
| 1942 | My Favorite Spy                 | Harry Robinson                                             |
| 1942 | It Happened in Flatbush         | Danny Mitchell                                             |
| 1942 | Let's Get Tough!                | Pop Stevens                                                |
| 1942 | Baby Face Morgan                | 'Doc' Rogers                                               |
| 1943 | Wings Over the Pacific          | Pieter Van Bronk                                           |
| 1943 | Adventures of the Flying Cadets | Arthur Galt                                                |
| 1943 | The Kansan                      | Malachy                                                    |
| 1943 | The Mad Ghoul                   | Ken McClure                                                |
| 1943 | Around the World                | General                                                    |
| 1944 | Action in Arabia                | Matthew Reed                                               |
| 1944 | The Navy Way                    | CPO Harper                                                 |
| 1944 | Mr. Winkle Goes to War          | Joe Tinker                                                 |
| 1944 | Belle of the Yukon              | George                                                     |
| 1945 | Blood on the Sun                | Coronel Hideki Tojo                                        |
| 1945 | Gangs of the Waterfront         | Peter Winkly y Dutch Malone                                |
| 1945 | The Falcon in San Francisco     | De Forrest Marshall                                        |
| 1945 | Arson Squad                     | Capitán de bomberos Joe Dugan                              |
| 1945 | The Royal Mounted Rides Again   | Jonathan Price                                             |
| 1946 | Gay Blades                      | McManus                                                    |
| 1946 | Blonde Alibi                    | Williams                                                   |
| 1946 | G.I. War Brides                 | Dawson                                                     |
| 1946 | Decoy                           | Frankie Olins                                              |
| 1946 | Criminal Court                  | Vic Wright                                                 |
| 1947 | The Sea of Grass, de Elia Kazan | Floyd McCurtin                                             |
| 1947 | Fall Guy                        | Mac McLaine                                                |
| 1947 | Exposed                         | Inspector Prentice                                         |
| 1947 | The Fugitive                    | Un sargento de policía                                     |
| 1948 | Return of the Bad Men           | Wild Bill Doolin                                           |
| 1948 | The Paleface                    | Terri                                                      |
| 1949 | The Lucky Stiff                 | Von Flanagan                                               |
| 1949 | The Crime Doctor's Diary        | George 'Goldie' Harrigan                                   |
| 1949 | Streets of San Francisco        | Willard Logan                                              |
| 1949 | Mighty Joe Young                | Max O'Hara                                                 |
| 1949 | Sons of New Mexico              | Pat Feeney                                                 |
| 1950 | Captain China                   | Keegan                                                     |
| 1950 | Destination Big House           | Ed Somers                                                  |
| 1952 | The Pace That Thrills           | J. C. Barton                                               |
| 1955 | Las Vegas Shakedown             | Doc                                                        |
| 1955 | Double Jeopardy                 | Sam Baggott                                                |
| 1956 | The Peacemaker                  | Sheriff Ben Seale                                          |
| 1957 | The Crooked Circle              | Al Taylor                                                  |
| 1958 | Girl with an Itch               | Ben Cooper                                                 |
| 1963 | Johnny Cool                     | Gang Member                                                |
| 1964 | For Those Who Think Young       | Norman Armstrong                                           |